# سیاحت ایران
 سیاحت ایران نام یک آلبوم موسیقی اثر گروه دستان، هنرمند ایرانی است که در سبک  سنتی تهیه شده و دارای ۱۱ آهنگ است.

## فهرست آهنگ‌ها
| ردیف | آهنگ                  |
| ۱    | دستگاه ماهور          |
| ۲    | گوشه داد              |
| ۳    | گوشه خسروانی          |
| ۴    | گوشه نیریز            |
| ۵    | آفتاب نیمه‌شب          |
| ۶    | دستگاه همایون         |
| ۷    | مقام افشاری           |
| ۸    | پیش‌درآمد دستگاه ماهور |
| ۹    | ریتم ضربی             |
| ۱۰   | موسیقی شیرازی         |
| ۱۱   | شوریده                |